# Volta ao Japão de 2019
A 22.ª edição da Volta ao Japão foi uma carreira de ciclismo de estrada por etapas que se celebrou entre o 19 e o 26 de maio de 2019 com início na cidade de Sakai e final na cidade de Tóquio no Japão. O percurso constou de um total de 8 etapas sobre uma distância total de 767,6 km.
A carreira fez parte do circuito UCI Asia Tour de 2019 dentro da categoria 2.1. O vencedor final foi o australiano Chris Harper da BridgeLane seguido dos espanhóis Benjamín Prades da Ukyo e José Vicente Toribio da Matrix-Powertag.

## Equipas participantes
Tomaram a partida um total de 16 equipas, dos quais 1 é de categoria Profissional Continental, 14 Continental e 1 selecção nacional, quem conformaram um pelotão de 96 ciclistas. As equipas participantes foram:
| Equipe profissional Continental- Nippo Vini Fantini Faizanè Equipes Continentais (14)- Kinan Cycling Team - Terengganu Inc-TSG Cycling Team - Team BridgeLane - HKSI - Team Ukyo - Ljubljana Gusto Santic - Interpro Cycling Academy - Giotti Victoria-Palomar - Matrix Powertag - Bridgestone Cycling - Utsunomiya Blitzen - Shimano Racing Team - Aisan Racing Team - Team Sauerland NRW p/b SKS GERMANY Equipe nacional- Japão |
| |

## Etapas
| Etapa | Data    | Percurso          | type                      | Distância (km) | Vencedor         | Líder geral   |
| ----- | ------- | ----------------- | ------------------------- | -------------- | ---------------- | ------------- |
| 1     | 19 mai. | Sakai – Sakai     | contrarrelógio individual | 2,6            | Atsushi Oka      | Atsushi Oka   |
| 2     | 20 mai. | Quioto – Quioto   | média montanha            | 105            | Ayden Toovey     | Ayden Toovey  |
| 3     | 21 mai. | Inabe – Inabe     | média montanha            | 127            | Benjamin Hill    | Benjamin Hill |
| 4     | 22 mai. | Mino – Mino       | etapa escarpada           | 139,4          | Raymond Kreder   | Benjamin Hill |
| 5     | 23 mai. | Iida – Iida       | etapa escarpada           | 123,6          | Federico Zurlo   | Benjamin Hill |
| 6     | 24 mai. | Fuji – Monte Fuji | alta montanha             | 36             | Chris Harper     | Chris Harper  |
| 7     | 25 mai. | Izu – Izu         | etapa escarpada           | 122            | Pablo Torres     | Chris Harper  |
| 8     | 26 mai. | Tóquio – Tóquio   | etapa plana               | 112            | Kazushige Kuboki | Chris Harper  |

## Desenvolvimento da carreira

### 1.ª etapa
| Sakai - Sakai | contrarrelógio individual | (2,6 km) |

| \| Classificação por etapas \| Classificação por etapas \| Classificação por etapas \| Classificação por etapas \| Classificação por etapas \| \| Ciclista \| Ciclista \| Equipe \| Tempo \| \| \| ------------------------ \| ------------------------- \| ---------------------------------- \| ------------------------ \| ------------------------ \| \| 1. \| Atsushi Oka \| Utsunomiya Blitzen \| 3m06s \| \| \| 2. \| Kazushige Kuboki \| Bridgestone \| + 1s \| \| \| 3. \| Orluis Aular \| Matrix Powertag \| + 2s \| \| \| 4. \| Raymond Kreder \| Team Ukyo \| + 3s \| \| \| 5. \| Adam Toupalik \| Team Sauerland NRW p/b SKS Germany \| + 4s \| \| \| 6. \| Chris Harper \| Team BridgeLane \| + 4s \| \| \| 7. \| Per Christian Münstermann \| Team Sauerland NRW p/b SKS Germany \| + 4s \| \| \| 8. \| Nariyuki Masuda \| Utsunomiya Blitzen \| + 4s \| \| \| 9. \| Ayden Toovey \| Team BridgeLane \| + 4s \| \| \| 10. \| Nicholas White \| \| + 5s \| \| |                           |                                    |       |
| |                           |                                    |       |
| Fonte: ProCyclingStats |                           |                                    |       |
| Classificação por etapas |                           |                                    |       |
| Ciclista | Ciclista                  | Equipe                             | Tempo |
| 1. | Atsushi Oka               | Utsunomiya Blitzen                 | 3m06s |
| 2. | Kazushige Kuboki          | Bridgestone                        | + 1s  |
| 3. | Orluis Aular              | Matrix Powertag                    | + 2s  |
| 4. | Raymond Kreder            | Team Ukyo                          | + 3s  |
| 5. | Adam Toupalik             | Team Sauerland NRW p/b SKS Germany | + 4s  |
| 6. | Chris Harper              | Team BridgeLane                    | + 4s  |
| 7. | Per Christian Münstermann | Team Sauerland NRW p/b SKS Germany | + 4s  |
| 8. | Nariyuki Masuda           | Utsunomiya Blitzen                 | + 4s  |
| 9. | Ayden Toovey              | Team BridgeLane                    | + 4s  |
| 10. | Nicholas White            |                                    | + 5s  |

| \| Classificação geral \| Classificação geral \| Classificação geral \| Classificação geral \| Classificação geral \| \| Ciclista \| Ciclista \| Equipe \| Tempo \| \| \| ------------------- \| ------------------------- \| ---------------------------------- \| ------------------- \| ------------------- \| \| 1. \| Atsushi Oka \| Utsunomiya Blitzen \| 3m06s \| \| \| 2. \| Kazushige Kuboki \| Bridgestone \| + 1s \| \| \| 3. \| Orluis Aular \| Matrix Powertag \| + 2s \| \| \| 4. \| Raymond Kreder \| Team Ukyo \| + 3s \| \| \| 5. \| Adam Toupalik \| Team Sauerland NRW p/b SKS Germany \| + 4s \| \| \| 6. \| Chris Harper \| Team BridgeLane \| + 4s \| \| \| 7. \| Per Christian Münstermann \| Team Sauerland NRW p/b SKS Germany \| + 4s \| \| \| 8. \| Nariyuki Masuda \| Utsunomiya Blitzen \| + 4s \| \| \| 9. \| Ayden Toovey \| Team BridgeLane \| + 4s \| \| \| 10. \| Nicholas White \| \| + 5s \| \| |                           |                                    |       |
| |                           |                                    |       |
| Fonte: ProCyclingStats |                           |                                    |       |
| Classificação geral |                           |                                    |       |
| Ciclista | Ciclista                  | Equipe                             | Tempo |
| 1. | Atsushi Oka               | Utsunomiya Blitzen                 | 3m06s |
| 2. | Kazushige Kuboki          | Bridgestone                        | + 1s  |
| 3. | Orluis Aular              | Matrix Powertag                    | + 2s  |
| 4. | Raymond Kreder            | Team Ukyo                          | + 3s  |
| 5. | Adam Toupalik             | Team Sauerland NRW p/b SKS Germany | + 4s  |
| 6. | Chris Harper              | Team BridgeLane                    | + 4s  |
| 7. | Per Christian Münstermann | Team Sauerland NRW p/b SKS Germany | + 4s  |
| 8. | Nariyuki Masuda           | Utsunomiya Blitzen                 | + 4s  |
| 9. | Ayden Toovey              | Team BridgeLane                    | + 4s  |
| 10. | Nicholas White            |                                    | + 5s  |

### 2.ª etapa
| Quioto - Quioto | média montanha | (105 km) |

| \| Classificação por etapas \| Classificação por etapas \| Classificação por etapas \| Classificação por etapas \| Classificação por etapas \| \| Ciclista \| Ciclista \| Equipe \| Tempo \| \| \| ------------------------ \| ------------------------ \| -------------------------- \| ------------------------ \| ------------------------ \| \| 1. \| Ayden Toovey \| Team BridgeLane \| 2h41m25s \| \| \| 2. \| Shōtarō Iribe \| Shimano Racing Team \| + 0s \| \| \| 3. \| Filippo Zaccanti \| Nippo-Vini Fantini-Faizanè \| + 2s \| \| \| 4. \| Imerio Cima \| Nippo-Vini Fantini-Faizanè \| + 9s \| \| \| 5. \| Kazushige Kuboki \| Bridgestone \| + 9s \| \| \| 6. \| Federico Zurlo \| Giotti Victoria-Palomar \| + 9s \| \| \| 7. \| Raymond Kreder \| Team Ukyo \| + 9s \| \| \| 8. \| Marcos García \| Kinan Cycling Team \| + 9s \| \| \| 9. \| Francisco Mancebo \| Matrix Powertag \| + 9s \| \| \| 10. \| Sam Crome \| Team Ukyo \| + 9s \| \| |                   |                            |          |
| |                   |                            |          |
| Fonte: ProCyclingStats |                   |                            |          |
| Classificação por etapas |                   |                            |          |
| Ciclista | Ciclista          | Equipe                     | Tempo    |
| 1. | Ayden Toovey      | Team BridgeLane            | 2h41m25s |
| 2. | Shōtarō Iribe     | Shimano Racing Team        | + 0s     |
| 3. | Filippo Zaccanti  | Nippo-Vini Fantini-Faizanè | + 2s     |
| 4. | Imerio Cima       | Nippo-Vini Fantini-Faizanè | + 9s     |
| 5. | Kazushige Kuboki  | Bridgestone                | + 9s     |
| 6. | Federico Zurlo    | Giotti Victoria-Palomar    | + 9s     |
| 7. | Raymond Kreder    | Team Ukyo                  | + 9s     |
| 8. | Marcos García     | Kinan Cycling Team         | + 9s     |
| 9. | Francisco Mancebo | Matrix Powertag            | + 9s     |
| 10. | Sam Crome         | Team Ukyo                  | + 9s     |

| \| Classificação geral \| Classificação geral \| Classificação geral \| Classificação geral \| Classificação geral \| \| Ciclista \| Ciclista \| Equipe \| Tempo \| \| \| ------------------- \| ------------------- \| ---------------------------------- \| ------------------- \| ------------------- \| \| 1. \| Ayden Toovey \| Team BridgeLane \| 2h44m21s \| \| \| 2. \| Shōtarō Iribe \| Shimano Racing Team \| + 8s \| \| \| 3. \| Atsushi Oka \| Utsunomiya Blitzen \| + 19s \| \| \| 4. \| Filippo Zaccanti \| Nippo-Vini Fantini-Faizanè \| + 19s \| \| \| 5. \| Kazushige Kuboki \| Bridgestone \| + 20s \| \| \| 6. \| Orluis Aular \| Matrix Powertag \| + 21s \| \| \| 7. \| Raymond Kreder \| Team Ukyo \| + 22s \| \| \| 8. \| Adam Toupalik \| Team Sauerland NRW p/b SKS Germany \| + 23s \| \| \| 9. \| Chris Harper \| Team BridgeLane \| + 23s \| \| \| 10. \| Nariyuki Masuda \| Utsunomiya Blitzen \| + 23s \| \| |                  |                                    |          |
| |                  |                                    |          |
| Fonte: ProCyclingStats |                  |                                    |          |
| Classificação geral |                  |                                    |          |
| Ciclista | Ciclista         | Equipe                             | Tempo    |
| 1. | Ayden Toovey     | Team BridgeLane                    | 2h44m21s |
| 2. | Shōtarō Iribe    | Shimano Racing Team                | + 8s     |
| 3. | Atsushi Oka      | Utsunomiya Blitzen                 | + 19s    |
| 4. | Filippo Zaccanti | Nippo-Vini Fantini-Faizanè         | + 19s    |
| 5. | Kazushige Kuboki | Bridgestone                        | + 20s    |
| 6. | Orluis Aular     | Matrix Powertag                    | + 21s    |
| 7. | Raymond Kreder   | Team Ukyo                          | + 22s    |
| 8. | Adam Toupalik    | Team Sauerland NRW p/b SKS Germany | + 23s    |
| 9. | Chris Harper     | Team BridgeLane                    | + 23s    |
| 10. | Nariyuki Masuda  | Utsunomiya Blitzen                 | + 23s    |

### 3.ª etapa
| Inabe - Inabe | média montanha | (127 km) |

| \| Classificação por etapas \| Classificação por etapas \| Classificação por etapas \| Classificação por etapas \| Classificação por etapas \| \| Ciclista \| Ciclista \| Equipe \| Tempo \| \| \| ------------------------ \| ------------------------ \| ---------------------------------- \| ------------------------ \| ------------------------ \| \| 1. \| Benjamin Hill \| Ljubljana Gusto Santic \| 3h18m34s \| \| \| 2. \| Adam Toupalik \| Team Sauerland NRW p/b SKS Germany \| + 0s \| \| \| 3. \| Orluis Aular \| Matrix Powertag \| + 13s \| \| \| 4. \| Kazushige Kuboki \| Bridgestone \| + 13s \| \| \| 5. \| Benjamín Prades \| Team Ukyo \| + 13s \| \| \| 6. \| Federico Zurlo \| Giotti Victoria-Palomar \| + 13s \| \| \| 7. \| Francisco Mancebo \| Matrix Powertag \| + 13s \| \| \| 8. \| Sam Crome \| Team Ukyo \| + 16s \| \| \| 9. \| Hideto Nakane \| Nippo-Vini Fantini-Faizanè \| + 16s \| \| \| 10. \| Raymond Kreder \| Team Ukyo \| + 16s \| \| |                   |                                    |          |
| |                   |                                    |          |
| Fonte: ProCyclingStats |                   |                                    |          |
| Classificação por etapas |                   |                                    |          |
| Ciclista | Ciclista          | Equipe                             | Tempo    |
| 1. | Benjamin Hill     | Ljubljana Gusto Santic             | 3h18m34s |
| 2. | Adam Toupalik     | Team Sauerland NRW p/b SKS Germany | + 0s     |
| 3. | Orluis Aular      | Matrix Powertag                    | + 13s    |
| 4. | Kazushige Kuboki  | Bridgestone                        | + 13s    |
| 5. | Benjamín Prades   | Team Ukyo                          | + 13s    |
| 6. | Federico Zurlo    | Giotti Victoria-Palomar            | + 13s    |
| 7. | Francisco Mancebo | Matrix Powertag                    | + 13s    |
| 8. | Sam Crome         | Team Ukyo                          | + 16s    |
| 9. | Hideto Nakane     | Nippo-Vini Fantini-Faizanè         | + 16s    |
| 10. | Raymond Kreder    | Team Ukyo                          | + 16s    |

| \| Classificação geral \| Classificação geral \| Classificação geral \| Classificação geral \| Classificação geral \| \| Ciclista \| Ciclista \| Equipe \| Tempo \| \| \| ------------------- \| ------------------- \| ---------------------------------- \| ------------------- \| ------------------- \| \| 1. \| Benjamin Hill \| Ljubljana Gusto Santic \| 6h03m10s \| \| \| 2. \| Ayden Toovey \| Team BridgeLane \| + 1s \| \| \| 3. \| Adam Toupalik \| Team Sauerland NRW p/b SKS Germany \| + 2s \| \| \| 4. \| Shōtarō Iribe \| Shimano Racing Team \| + 9s \| \| \| 5. \| Orluis Aular \| Matrix Powertag \| + 15s \| \| \| 6. \| Kazushige Kuboki \| Bridgestone \| + 18s \| \| \| 7. \| Atsushi Oka \| Utsunomiya Blitzen \| + 20s \| \| \| 8. \| Raymond Kreder \| Team Ukyo \| + 23s \| \| \| 9. \| Chris Harper \| Team BridgeLane \| + 24s \| \| \| 10. \| Nariyuki Masuda \| Utsunomiya Blitzen \| + 24s \| \| |                  |                                    |          |
| |                  |                                    |          |
| Fonte: ProCyclingStats |                  |                                    |          |
| Classificação geral |                  |                                    |          |
| Ciclista | Ciclista         | Equipe                             | Tempo    |
| 1. | Benjamin Hill    | Ljubljana Gusto Santic             | 6h03m10s |
| 2. | Ayden Toovey     | Team BridgeLane                    | + 1s     |
| 3. | Adam Toupalik    | Team Sauerland NRW p/b SKS Germany | + 2s     |
| 4. | Shōtarō Iribe    | Shimano Racing Team                | + 9s     |
| 5. | Orluis Aular     | Matrix Powertag                    | + 15s    |
| 6. | Kazushige Kuboki | Bridgestone                        | + 18s    |
| 7. | Atsushi Oka      | Utsunomiya Blitzen                 | + 20s    |
| 8. | Raymond Kreder   | Team Ukyo                          | + 23s    |
| 9. | Chris Harper     | Team BridgeLane                    | + 24s    |
| 10. | Nariyuki Masuda  | Utsunomiya Blitzen                 | + 24s    |

### 4.ª etapa
| Mino - Mino | etapa escarpada | (139,4 km) |

| \| Classificação por etapas \| Classificação por etapas \| Classificação por etapas \| Classificação por etapas \| Classificação por etapas \| \| Ciclista \| Ciclista \| Equipe \| Tempo \| \| \| ------------------------ \| ------------------------ \| -------------------------- \| ------------------------ \| ------------------------ \| \| 1. \| Raymond Kreder \| Team Ukyo \| 3h14m20s \| \| \| 2. \| Kazushige Kuboki \| Bridgestone \| + 0s \| \| \| 3. \| Orluis Aular \| Matrix Powertag \| + 0s \| \| \| 4. \| Imerio Cima \| Nippo-Vini Fantini-Faizanè \| + 0s \| \| \| 5. \| Federico Zurlo \| Giotti Victoria-Palomar \| + 0s \| \| \| 6. \| Riccardo Stacchiotti \| Giotti Victoria-Palomar \| + 0s \| \| \| 7. \| Saya Kuroeda \| Shimano Racing Team \| + 0s \| \| \| 8. \| Ryu Suzuki \| Utsunomiya Blitzen \| + 0s \| \| \| 9. \| Hayato Okamoto \| Aisan Racing Team \| + 0s \| \| \| 10. \| Hayato Yoshida \| Nippo-Vini Fantini-Faizanè \| + 0s \| \| |                      |                            |          |
| |                      |                            |          |
| Fonte: ProCyclingStats |                      |                            |          |
| Classificação por etapas |                      |                            |          |
| Ciclista | Ciclista             | Equipe                     | Tempo    |
| 1. | Raymond Kreder       | Team Ukyo                  | 3h14m20s |
| 2. | Kazushige Kuboki     | Bridgestone                | + 0s     |
| 3. | Orluis Aular         | Matrix Powertag            | + 0s     |
| 4. | Imerio Cima          | Nippo-Vini Fantini-Faizanè | + 0s     |
| 5. | Federico Zurlo       | Giotti Victoria-Palomar    | + 0s     |
| 6. | Riccardo Stacchiotti | Giotti Victoria-Palomar    | + 0s     |
| 7. | Saya Kuroeda         | Shimano Racing Team        | + 0s     |
| 8. | Ryu Suzuki           | Utsunomiya Blitzen         | + 0s     |
| 9. | Hayato Okamoto       | Aisan Racing Team          | + 0s     |
| 10. | Hayato Yoshida       | Nippo-Vini Fantini-Faizanè | + 0s     |

| \| Classificação geral \| Classificação geral \| Classificação geral \| Classificação geral \| Classificação geral \| \| Ciclista \| Ciclista \| Equipe \| Tempo \| \| \| ------------------- \| ------------------- \| ---------------------------------- \| ------------------- \| ------------------- \| \| 1. \| Benjamin Hill \| Ljubljana Gusto Santic \| 9h17m30s \| \| \| 2. \| Ayden Toovey \| Team BridgeLane \| + 1s \| \| \| 3. \| Adam Toupalik \| Team Sauerland NRW p/b SKS Germany \| + 2s \| \| \| 4. \| Shōtarō Iribe \| Shimano Racing Team \| + 9s \| \| \| 5. \| Orluis Aular \| Matrix Powertag \| + 11s \| \| \| 6. \| Kazushige Kuboki \| Bridgestone \| + 12s \| \| \| 7. \| Raymond Kreder \| Team Ukyo \| + 13s \| \| \| 8. \| Atsushi Oka \| Utsunomiya Blitzen \| + 20s \| \| \| 9. \| Chris Harper \| Team BridgeLane \| + 24s \| \| \| 10. \| Nariyuki Masuda \| Utsunomiya Blitzen \| + 24s \| \| |                  |                                    |          |
| |                  |                                    |          |
| Fonte: ProCyclingStats |                  |                                    |          |
| Classificação geral |                  |                                    |          |
| Ciclista | Ciclista         | Equipe                             | Tempo    |
| 1. | Benjamin Hill    | Ljubljana Gusto Santic             | 9h17m30s |
| 2. | Ayden Toovey     | Team BridgeLane                    | + 1s     |
| 3. | Adam Toupalik    | Team Sauerland NRW p/b SKS Germany | + 2s     |
| 4. | Shōtarō Iribe    | Shimano Racing Team                | + 9s     |
| 5. | Orluis Aular     | Matrix Powertag                    | + 11s    |
| 6. | Kazushige Kuboki | Bridgestone                        | + 12s    |
| 7. | Raymond Kreder   | Team Ukyo                          | + 13s    |
| 8. | Atsushi Oka      | Utsunomiya Blitzen                 | + 20s    |
| 9. | Chris Harper     | Team BridgeLane                    | + 24s    |
| 10. | Nariyuki Masuda  | Utsunomiya Blitzen                 | + 24s    |

### 5.ª etapa
| Iida - Iida | etapa escarpada | (123,6 km) |

| \| Classificação por etapas \| Classificação por etapas \| Classificação por etapas \| Classificação por etapas \| Classificação por etapas \| \| Ciclista \| Ciclista \| Equipe \| Tempo \| \| \| ------------------------ \| ------------------------ \| -------------------------- \| ------------------------ \| ------------------------ \| \| 1. \| Federico Zurlo \| Giotti Victoria-Palomar \| 3h10m24s \| \| \| 2. \| Raymond Kreder \| Team Ukyo \| + 0s \| \| \| 3. \| Nicholas White \| \| + 0s \| \| \| 4. \| Benjamin Hill \| Ljubljana Gusto Santic \| + 0s \| \| \| 5. \| Orluis Aular \| Matrix Powertag \| + 0s \| \| \| 6. \| Pablo Torres \| Interpro Cycling Academy \| + 0s \| \| \| 7. \| Hideto Nakane \| Nippo-Vini Fantini-Faizanè \| + 0s \| \| \| 8. \| Benjamín Prades \| Team Ukyo \| + 0s \| \| \| 9. \| Marino Kobayashi \| Giotti Victoria-Palomar \| + 0s \| \| \| 10. \| Shōtarō Iribe \| Shimano Racing Team \| + 0s \| \| |                  |                            |          |
| |                  |                            |          |
| Fonte: ProCyclingStats |                  |                            |          |
| Classificação por etapas |                  |                            |          |
| Ciclista | Ciclista         | Equipe                     | Tempo    |
| 1. | Federico Zurlo   | Giotti Victoria-Palomar    | 3h10m24s |
| 2. | Raymond Kreder   | Team Ukyo                  | + 0s     |
| 3. | Nicholas White   |                            | + 0s     |
| 4. | Benjamin Hill    | Ljubljana Gusto Santic     | + 0s     |
| 5. | Orluis Aular     | Matrix Powertag            | + 0s     |
| 6. | Pablo Torres     | Interpro Cycling Academy   | + 0s     |
| 7. | Hideto Nakane    | Nippo-Vini Fantini-Faizanè | + 0s     |
| 8. | Benjamín Prades  | Team Ukyo                  | + 0s     |
| 9. | Marino Kobayashi | Giotti Victoria-Palomar    | + 0s     |
| 10. | Shōtarō Iribe    | Shimano Racing Team        | + 0s     |

| \| Classificação geral \| Classificação geral \| Classificação geral \| Classificação geral \| Classificação geral \| \| Ciclista \| Ciclista \| Equipe \| Tempo \| \| \| ------------------- \| ------------------- \| ---------------------------------- \| ------------------- \| ------------------- \| \| 1. \| Benjamin Hill \| Ljubljana Gusto Santic \| 12h27m54s \| \| \| 2. \| Adam Toupalik \| Team Sauerland NRW p/b SKS Germany \| + 2s \| \| \| 3. \| Raymond Kreder \| Team Ukyo \| + 7s \| \| \| 4. \| Shōtarō Iribe \| Shimano Racing Team \| + 9s \| \| \| 5. \| Orluis Aular \| Matrix Powertag \| + 11s \| \| \| 6. \| Federico Zurlo \| Giotti Victoria-Palomar \| + 15s \| \| \| 7. \| Chris Harper \| Team BridgeLane \| + 24s \| \| \| 8. \| Nariyuki Masuda \| Utsunomiya Blitzen \| + 24s \| \| \| 9. \| Francisco Mancebo \| Matrix Powertag \| + 25s \| \| \| 10. \| Benjamín Prades \| Team Ukyo \| + 26s \| \| |                   |                                    |           |
| |                   |                                    |           |
| Fonte: ProCyclingStats |                   |                                    |           |
| Classificação geral |                   |                                    |           |
| Ciclista | Ciclista          | Equipe                             | Tempo     |
| 1. | Benjamin Hill     | Ljubljana Gusto Santic             | 12h27m54s |
| 2. | Adam Toupalik     | Team Sauerland NRW p/b SKS Germany | + 2s      |
| 3. | Raymond Kreder    | Team Ukyo                          | + 7s      |
| 4. | Shōtarō Iribe     | Shimano Racing Team                | + 9s      |
| 5. | Orluis Aular      | Matrix Powertag                    | + 11s     |
| 6. | Federico Zurlo    | Giotti Victoria-Palomar            | + 15s     |
| 7. | Chris Harper      | Team BridgeLane                    | + 24s     |
| 8. | Nariyuki Masuda   | Utsunomiya Blitzen                 | + 24s     |
| 9. | Francisco Mancebo | Matrix Powertag                    | + 25s     |
| 10. | Benjamín Prades   | Team Ukyo                          | + 26s     |

### 6.ª etapa
| Fuji - Monte Fuji | alta montanha | (36 km) |

| \| Classificação por etapas \| Classificação por etapas \| Classificação por etapas \| Classificação por etapas \| Classificação por etapas \| \| Ciclista \| Ciclista \| Equipe \| Tempo \| \| \| ------------------------ \| ------------------------ \| ------------------------------- \| ------------------------ \| ------------------------ \| \| 1. \| Chris Harper \| Team BridgeLane \| 1h22m24s \| \| \| 2. \| Metkel Eyob \| Terengganu Inc-TSG Cycling Team \| + 28s \| \| \| 3. \| Benjamín Prades \| Team Ukyo \| + 43s \| \| \| 4. \| Nariyuki Masuda \| Utsunomiya Blitzen \| + 51s \| \| \| 5. \| José Toribio Alcolea \| Matrix Powertag \| + 51s \| \| \| 6. \| Francisco Mancebo \| Matrix Powertag \| + 1m06s \| \| \| 7. \| Fung Ka Hoo \| HKSI Pro Cycling Team \| + 1m12s \| \| \| 8. \| Filippo Zaccanti \| Nippo-Vini Fantini-Faizanè \| + 1m20s \| \| \| 9. \| Drew Morey \| Terengganu Inc-TSG Cycling Team \| + 1m25s \| \| \| 10. \| Adrien Guillonnet \| Interpro Cycling Academy \| + 1m38s \| \| |                      |                                 |          |
| |                      |                                 |          |
| Fonte: ProCyclingStats |                      |                                 |          |
| Classificação por etapas |                      |                                 |          |
| Ciclista | Ciclista             | Equipe                          | Tempo    |
| 1. | Chris Harper         | Team BridgeLane                 | 1h22m24s |
| 2. | Metkel Eyob          | Terengganu Inc-TSG Cycling Team | + 28s    |
| 3. | Benjamín Prades      | Team Ukyo                       | + 43s    |
| 4. | Nariyuki Masuda      | Utsunomiya Blitzen              | + 51s    |
| 5. | José Toribio Alcolea | Matrix Powertag                 | + 51s    |
| 6. | Francisco Mancebo    | Matrix Powertag                 | + 1m06s  |
| 7. | Fung Ka Hoo          | HKSI Pro Cycling Team           | + 1m12s  |
| 8. | Filippo Zaccanti     | Nippo-Vini Fantini-Faizanè      | + 1m20s  |
| 9. | Drew Morey           | Terengganu Inc-TSG Cycling Team | + 1m25s  |
| 10. | Adrien Guillonnet    | Interpro Cycling Academy        | + 1m38s  |

| \| Classificação geral \| Classificação geral \| Classificação geral \| Classificação geral \| Classificação geral \| \| Ciclista \| Ciclista \| Equipe \| Tempo \| \| \| ------------------- \| -------------------- \| ------------------------------- \| ------------------- \| ------------------- \| \| 1. \| Chris Harper \| Team BridgeLane \| 13h50m42s \| \| \| 2. \| Benjamín Prades \| Team Ukyo \| + 45s \| \| \| 3. \| Metkel Eyob \| Terengganu Inc-TSG Cycling Team \| + 46s \| \| \| 4. \| Nariyuki Masuda \| Utsunomiya Blitzen \| + 51s \| \| \| 5. \| José Toribio Alcolea \| Matrix Powertag \| + 1m00s \| \| \| 6. \| Francisco Mancebo \| Matrix Powertag \| + 1m07s \| \| \| 7. \| Drew Morey \| Terengganu Inc-TSG Cycling Team \| + 1m34s \| \| \| 8. \| Fung Ka Hoo \| HKSI Pro Cycling Team \| + 1m36s \| \| \| 9. \| Sam Crome \| Team Ukyo \| + 1m49s \| \| \| 10. \| Adrien Guillonnet \| Interpro Cycling Academy \| + 1m59s \| \| |                      |                                 |           |
| |                      |                                 |           |
| Fonte: ProCyclingStats |                      |                                 |           |
| Classificação geral |                      |                                 |           |
| Ciclista | Ciclista             | Equipe                          | Tempo     |
| 1. | Chris Harper         | Team BridgeLane                 | 13h50m42s |
| 2. | Benjamín Prades      | Team Ukyo                       | + 45s     |
| 3. | Metkel Eyob          | Terengganu Inc-TSG Cycling Team | + 46s     |
| 4. | Nariyuki Masuda      | Utsunomiya Blitzen              | + 51s     |
| 5. | José Toribio Alcolea | Matrix Powertag                 | + 1m00s   |
| 6. | Francisco Mancebo    | Matrix Powertag                 | + 1m07s   |
| 7. | Drew Morey           | Terengganu Inc-TSG Cycling Team | + 1m34s   |
| 8. | Fung Ka Hoo          | HKSI Pro Cycling Team           | + 1m36s   |
| 9. | Sam Crome            | Team Ukyo                       | + 1m49s   |
| 10. | Adrien Guillonnet    | Interpro Cycling Academy        | + 1m59s   |

### 7.ª etapa
| Izu - Izu | etapa escarpada | (122 km) |

| \| Classificação por etapas \| Classificação por etapas \| Classificação por etapas \| Classificação por etapas \| Classificação por etapas \| \| Ciclista \| Ciclista \| Equipe \| Tempo \| \| \| ------------------------ \| ------------------------ \| ---------------------------------- \| ------------------------ \| ------------------------ \| \| 1. \| Pablo Torres[4] \| Interpro Cycling Academy \| 3h35m58s \| \| \| 2. \| Benjamin Hill \| Ljubljana Gusto Santic \| + 11s \| \| \| 3. \| José Toribio Alcolea \| Matrix Powertag \| + 11s \| \| \| 4. \| Francisco Mancebo \| Matrix Powertag \| + 11s \| \| \| 5. \| Adam Toupalik \| Team Sauerland NRW p/b SKS Germany \| + 11s \| \| \| 6. \| Salvador Guardiola \| Kinan Cycling Team \| + 11s \| \| \| 7. \| Benjamín Prades \| Team Ukyo \| + 11s \| \| \| 8. \| Chris Harper \| Team BridgeLane \| + 16s \| \| \| 9. \| Manabu Ishibashi \| Bridgestone \| + 22s \| \| \| 10. \| Marino Kobayashi \| Giotti Victoria-Palomar \| + 28s \| \| |                      |                                    |          |
| |                      |                                    |          |
| Fonte: ProCyclingStats |                      |                                    |          |
| Classificação por etapas |                      |                                    |          |
| Ciclista | Ciclista             | Equipe                             | Tempo    |
| 1. | Pablo Torres         | Interpro Cycling Academy           | 3h35m58s |
| 2. | Benjamin Hill        | Ljubljana Gusto Santic             | + 11s    |
| 3. | José Toribio Alcolea | Matrix Powertag                    | + 11s    |
| 4. | Francisco Mancebo    | Matrix Powertag                    | + 11s    |
| 5. | Adam Toupalik        | Team Sauerland NRW p/b SKS Germany | + 11s    |
| 6. | Salvador Guardiola   | Kinan Cycling Team                 | + 11s    |
| 7. | Benjamín Prades      | Team Ukyo                          | + 11s    |
| 8. | Chris Harper         | Team BridgeLane                    | + 16s    |
| 9. | Manabu Ishibashi     | Bridgestone                        | + 22s    |
| 10. | Marino Kobayashi     | Giotti Victoria-Palomar            | + 28s    |

| \| Classificação geral \| Classificação geral \| Classificação geral \| Classificação geral \| Classificação geral \| \| Ciclista \| Ciclista \| Equipe \| Tempo \| \| \| ------------------- \| -------------------- \| ------------------------------- \| ------------------- \| ------------------- \| \| 1. \| Chris Harper \| Team BridgeLane \| 17h26m56s \| \| \| 2. \| Benjamín Prades \| Team Ukyo \| + 40s \| \| \| 3. \| José Toribio Alcolea \| Matrix Powertag \| + 51s \| \| \| 4. \| Francisco Mancebo \| Matrix Powertag \| + 1m02s \| \| \| 5. \| Drew Morey \| Terengganu Inc-TSG Cycling Team \| + 1m29s \| \| \| 6. \| Sam Crome \| Team Ukyo \| + 2m03s \| \| \| 7. \| Manabu Ishibashi \| Bridgestone \| + 2m16s \| \| \| 8. \| Marino Kobayashi \| Giotti Victoria-Palomar \| + 2m45s \| \| \| 9. \| Adrien Guillonnet \| Interpro Cycling Academy \| + 3m25s \| \| \| 10. \| Nariyuki Masuda \| Utsunomiya Blitzen \| + 4m01s \| \| |                      |                                 |           |
| |                      |                                 |           |
| Fonte: ProCyclingStats |                      |                                 |           |
| Classificação geral |                      |                                 |           |
| Ciclista | Ciclista             | Equipe                          | Tempo     |
| 1. | Chris Harper         | Team BridgeLane                 | 17h26m56s |
| 2. | Benjamín Prades      | Team Ukyo                       | + 40s     |
| 3. | José Toribio Alcolea | Matrix Powertag                 | + 51s     |
| 4. | Francisco Mancebo    | Matrix Powertag                 | + 1m02s   |
| 5. | Drew Morey           | Terengganu Inc-TSG Cycling Team | + 1m29s   |
| 6. | Sam Crome            | Team Ukyo                       | + 2m03s   |
| 7. | Manabu Ishibashi     | Bridgestone                     | + 2m16s   |
| 8. | Marino Kobayashi     | Giotti Victoria-Palomar         | + 2m45s   |
| 9. | Adrien Guillonnet    | Interpro Cycling Academy        | + 3m25s   |
| 10. | Nariyuki Masuda      | Utsunomiya Blitzen              | + 4m01s   |

### 8.ª etapa
| Tóquio - Tóquio | etapa plana | (112 km) |

| \| Classificação por etapas \| Classificação por etapas \| Classificação por etapas \| Classificação por etapas \| Classificação por etapas \| \| Ciclista \| Ciclista \| Equipe \| Tempo \| \| \| ------------------------ \| ------------------------ \| -------------------------- \| ------------------------ \| ------------------------ \| \| 1. \| Kazushige Kuboki[5] \| Bridgestone \| 2h23m01s \| \| \| 2. \| Federico Zurlo \| Giotti Victoria-Palomar \| + 0s \| \| \| 3. \| José Toribio Alcolea \| Matrix Powertag \| + 0s \| \| \| 4. \| Shiki Kuroeda \| Bridgestone \| + 0s \| \| \| 5. \| Ryu Suzuki \| Utsunomiya Blitzen \| + 0s \| \| \| 6. \| Riccardo Stacchiotti \| Giotti Victoria-Palomar \| + 0s \| \| \| 7. \| Rei Onodera \| Utsunomiya Blitzen \| + 0s \| \| \| 8. \| Raymond Kreder \| Team Ukyo \| + 0s \| \| \| 9. \| Hayato Okamoto \| Aisan Racing Team \| + 0s \| \| \| 10. \| Hayato Yoshida \| Nippo-Vini Fantini-Faizanè \| + 0s \| \| |                      |                            |          |
| |                      |                            |          |
| Fonte: ProCyclingStats |                      |                            |          |
| Classificação por etapas |                      |                            |          |
| Ciclista | Ciclista             | Equipe                     | Tempo    |
| 1. | Kazushige Kuboki     | Bridgestone                | 2h23m01s |
| 2. | Federico Zurlo       | Giotti Victoria-Palomar    | + 0s     |
| 3. | José Toribio Alcolea | Matrix Powertag            | + 0s     |
| 4. | Shiki Kuroeda        | Bridgestone                | + 0s     |
| 5. | Ryu Suzuki           | Utsunomiya Blitzen         | + 0s     |
| 6. | Riccardo Stacchiotti | Giotti Victoria-Palomar    | + 0s     |
| 7. | Rei Onodera          | Utsunomiya Blitzen         | + 0s     |
| 8. | Raymond Kreder       | Team Ukyo                  | + 0s     |
| 9. | Hayato Okamoto       | Aisan Racing Team          | + 0s     |
| 10. | Hayato Yoshida       | Nippo-Vini Fantini-Faizanè | + 0s     |

## Classificações finais
As classificações finalizaram da seguinte forma:

### Classificação geral
| \| Classificação geral \| Classificação geral \| Classificação geral \| Classificação geral \| Classificação geral \| \| Ciclista \| Ciclista \| Equipe \| Tempo \| \| \| ------------------- \| -------------------- \| ------------------------------- \| ------------------- \| ------------------- \| \| 1. \| Chris Harper \| Team BridgeLane \| 19h49m57s \| \| \| 2. \| Benjamín Prades \| Team Ukyo \| + 40s \| \| \| 3. \| José Toribio Alcolea \| Matrix Powertag \| + 51s \| \| \| 4. \| Francisco Mancebo \| Matrix Powertag \| + 1m02s \| \| \| 5. \| Drew Morey \| Terengganu Inc-TSG Cycling Team \| + 1m29s \| \| \| 6. \| Sam Crome \| Team Ukyo \| + 2m03s \| \| \| 7. \| Manabu Ishibashi \| Bridgestone \| + 2m16s \| \| \| 8. \| Marino Kobayashi \| Giotti Victoria-Palomar \| + 2m45s \| \| \| 9. \| Adrien Guillonnet \| Interpro Cycling Academy \| + 3m25s \| \| \| 10. \| Nariyuki Masuda \| Utsunomiya Blitzen \| + 4m01s \| \| |                      |                                 |           |
| |                      |                                 |           |
| Fonte: ProCyclingStats |                      |                                 |           |
| Classificação geral |                      |                                 |           |
| Ciclista | Ciclista             | Equipe                          | Tempo     |
| 1. | Chris Harper         | Team BridgeLane                 | 19h49m57s |
| 2. | Benjamín Prades      | Team Ukyo                       | + 40s     |
| 3. | José Toribio Alcolea | Matrix Powertag                 | + 51s     |
| 4. | Francisco Mancebo    | Matrix Powertag                 | + 1m02s   |
| 5. | Drew Morey           | Terengganu Inc-TSG Cycling Team | + 1m29s   |
| 6. | Sam Crome            | Team Ukyo                       | + 2m03s   |
| 7. | Manabu Ishibashi     | Bridgestone                     | + 2m16s   |
| 8. | Marino Kobayashi     | Giotti Victoria-Palomar         | + 2m45s   |
| 9. | Adrien Guillonnet    | Interpro Cycling Academy        | + 3m25s   |
| 10. | Nariyuki Masuda      | Utsunomiya Blitzen              | + 4m01s   |

### Classificação por pontos
| Classificação por pontos | Classificação por pontos | Classificação por pontos           | Classificação por pontos | Classificação por pontos |
| Ciclista                 | Ciclista                 | Equipe                             | Pontos                   |                          |
| ------------------------ | ------------------------ | ---------------------------------- | ------------------------ | ------------------------ |
| 1.                       | Federico Zurlo           | Giotti Victoria-Palomar            | 87 pts                   |                          |
| 2.                       | Kazushige Kuboki         | Bridgestone                        | 80 pts                   |                          |
| 3.                       | Raymond Kreder           | Team Ukyo                          | 75 pts                   |                          |
| 4.                       | Orluis Aular             | Matrix Powertag                    | 70 pts                   |                          |
| 5.                       | Benjamin Hill            | Ljubljana Gusto Santic             | 59 pts                   |                          |
| 6.                       | Adam Toupalik            | Team Sauerland NRW p/b SKS Germany | 45 pts                   |                          |
| 7.                       | Pablo Torres             | Interpro Cycling Academy           | 41 pts                   |                          |
| 8.                       | Ayden Toovey             | Team BridgeLane                    | 33 pts                   |                          |
| 9.                       | Francisco Mancebo        | Matrix Powertag                    | 31 pts                   |                          |
| 10.                      | Salvador Guardiola       | Kinan Cycling Team                 | 29 pts                   |                          |

### Classificação da montanha
| Classificação da montanha | Classificação da montanha | Classificação da montanha  | Classificação da montanha | Classificação da montanha |
| Ciclista                  | Ciclista                  | Equipe                     | Pontos                    |                           |
| ------------------------- | ------------------------- | -------------------------- | ------------------------- | ------------------------- |
| 1.                        | Filippo Zaccanti          | Nippo-Vini Fantini-Faizanè | 33 pts                    |                           |
| 2.                        | Chris Harper              | Team BridgeLane            | 15 pts                    |                           |
| 3.                        | Emil Dima                 | Giotti Victoria-Palomar    | 12 pts                    |                           |
| 4.                        | Joan Bou                  | Nippo-Vini Fantini-Faizanè | 10 pts                    |                           |
| 5.                        | Benjamín Prades           | Team Ukyo                  | 10 pts                    |                           |
| 6.                        | Adrien Guillonnet         | Interpro Cycling Academy   | 8 pts                     |                           |
| 7.                        | Nariyuki Masuda           | Utsunomiya Blitzen         | 8 pts                     |                           |
| 8.                        | José Toribio Alcolea      | Matrix Powertag            | 6 pts                     |                           |
| 9.                        | Francisco Mancebo         | Matrix Powertag            | 6 pts                     |                           |
| 10.                       | Florian Hudry             | Interpro Cycling Academy   | 6 pts                     |                           |

### Classificação dos jovens
| Classificação dos jovens | Classificação dos jovens | Classificação dos jovens           | Classificação dos jovens | Classificação dos jovens |
| Ciclista                 | Ciclista                 | Equipe                             | Tempo                    |                          |
| ------------------------ | ------------------------ | ---------------------------------- | ------------------------ | ------------------------ |
| 1.                       | Chris Harper             | Team BridgeLane                    | 19h49m57s                |                          |
| 2.                       | Drew Morey               | Terengganu Inc-TSG Cycling Team    | + 1m29s                  |                          |
| 3.                       | Marino Kobayashi         | Giotti Victoria-Palomar            | + 2m45s                  |                          |
| 4.                       | Scott Bowden             | Team BridgeLane                    | + 7m07s                  |                          |
| 5.                       | Orluis Aular             | Matrix Powertag                    | + 7m36s                  |                          |
| 6.                       | Adam Toupalik            | Team Sauerland NRW p/b SKS Germany | + 7m41s                  |                          |
| 7.                       | Florian Hudry            | Interpro Cycling Academy           | + 8m52s                  |                          |
| 8.                       | Joan Bou                 | Nippo-Vini Fantini-Faizanè         | + 13m38s                 |                          |
| 9.                       | Fung Ka Hoo              | HKSI Pro Cycling Team              | + 13m48s                 |                          |
| 10.                      | Dylan Sunderland         | Team BridgeLane                    | + 14m59s                 |                          |

### Classificação por equipas
| Classificação por equipes | Classificação por equipes       | Classificação por equipes | Classificação por equipes |
| Equipe                    | Equipe                          | Tempo                     |                           |
| ------------------------- | ------------------------------- | ------------------------- | ------------------------- |
| 1.                        | Team Ukyo                       | 59h37m53s                 |                           |
| 2.                        | Matrix Powertag                 | + 1m41s                   |                           |
| 3.                        | Interpro Cycling Academy        | + 8m14s                   |                           |
| 4.                        | Team BridgeLane                 | + 13m32s                  |                           |
| 5.                        | Terengganu Inc-TSG Cycling Team | + 19m14s                  |                           |
| 6.                        | Nippo Vini Fantini Faizanè      | + 20m17s                  |                           |
| 7.                        | Giotti Victoria-Palomar         | + 37m57s                  |                           |
| 8.                        | Kinan Cycling Team              | + 41m52s                  |                           |
| 9.                        | Shimano Racing Team             | + 50m28s                  |                           |
| 10.                       | Utsunomiya Blitzen              | + 1h07m40s                |                           |

## Evolução das classificações
| Etapa                 | Vencedor              | Classificação geral | Classificação por pontos | Classificação da montanha | Classificação dos jovens | Classificação por equipas |
| --------------------- | --------------------- | ------------------- | ------------------------ | ------------------------- | ------------------------ | ------------------------- |
| 1.ª                   | Atsushi Oka           | Atsushi Oka         | Atsushi Oka              | não se entregou           | Atsushi Oka              | BridgeLane                |
| 2.ª                   | Ayden Toovey          | Ayden Toovey        | Ayden Toovey             | Filippo Zaccanti          | Ayden Toovey             | BridgeLane                |
| 3.ª                   | Benjamin Hill         | Benjamin Hill       | Kazushige Kuboki         | Filippo Zaccanti          | Ayden Toovey             | BridgeLane                |
| 4.ª                   | Raymond Kreder        | Benjamin Hill       | Kazushige Kuboki         | Filippo Zaccanti          | Ayden Toovey             | BridgeLane                |
| 5.ª                   | Federico Zurlo        | Benjamin Hill       | Raymond Kreder           | Filippo Zaccanti          | Adam Ťoupalík            | BridgeLane                |
| 6.ª                   | Chris Harper          | Chris Harper        | Raymond Kreder           | Filippo Zaccanti          | Chris Harper             | Matrix-Powertag           |
| 7.ª                   | Pablo Torres          | Chris Harper        | Federico Zurlo           | Filippo Zaccanti          | Chris Harper             | Ukyo                      |
| 8.ª                   | Kazushige Kuboki      | Chris Harper        | Federico Zurlo           | Filippo Zaccanti          | Chris Harper             | Ukyo                      |
| Classificações finais | Classificações finais | Chris Harper        | Federico Zurlo           | Filippo Zaccanti          | Chris Harper             | Ukyo                      |

## UCI World Ranking
O Tour de Japão outorgou pontos para o UCI World Ranking para corredores das equipas nas categorias UCI World Team, Profissional Continental e Equipas Continentais. As seguintes tabelas mostram o barómetro de pontuação e os 10 corredores que obtiveram mais pontos:
| Posição             | 1.º | 2.º | 3.º | 4.º | 5.º | 6.º | 7.º | 8.º | 9.º | 10.º | 11.º | 12.º | 13.º-15.º | 16.º-25.º |
| Classificação geral | 125 | 85  | 70  | 60  | 50  | 40  | 35  | 30  | 25  | 20   | 15   | 10   | 5         | 3         |
| Por etapa           | 14  | 5   | 3   |     |     |     |     |     |     |      |      |      |           |           |
| Líder               | 3   |     |     |     |     |     |     |     |     |      |      |      |           |           |

| Classificação |                      |                          |       |       |       |       |
| Posição       | Ciclista             | Equipa                   | Geral | Etapa | Líder | Total |
| ------------- | -------------------- | ------------------------ | ----- | ----- | ----- | ----- |
| 1.º           | Chris Harper         | BridgeLane               | 125   | 14    | 6     | 145   |
| 2.º           | Benjamín Prades      | Ukyo                     | 85    | 3     | -     | 88    |
| 3.º           | José Vicente Toribio | Matrix-Powertag          | 70    | 3     | -     | 73    |
| 4.º           | Paco Mancebo         | Matrix-Powertag          | 60    | -     | -     | 60    |
| 5.º           | Drew Morey           | Terengganu Inc-TSG       | 50    | -     | -     | 50    |
| 6.º           | Sam Crome            | Ukyo                     | 40    | -     | -     | 40    |
| 7.º           | Manabu Ishibashi     | Bridgestone              | 35    | -     | -     | 35    |
| 8.º           | Benjamin Hill        | Ljubljana Gosto Santic   | 5     | 19    | 9     | 33    |
| 9.º           | Marinho Kobayashi    | Giotti Victoria          | 30    | -     | -     | 30    |
| 10.º          | Pablo Torres         | Interpro Cycling Academy | 15    | 14    | -     | 29    |